# Jules Dumont d’Urville
Jules Sébastien César Dumont d’Urville [ejtsd: dümön dürvil] (Condé-sur-Noireau, 1790. május 23. – Meudon, 1842. május 8.) francia hajós, felfedező.

## Élete
A francia haditengerészethez való csatlakozása után, 1819-20-ban részt vett az égei- és fekete-tengeri expedícióban. 1822-ben Louis Isidore Duperrey kapitánnyal először utazta körül a Földet. Második föld körüli útján, 1826–29-ben már ő irányította az Astrolabe, majd harmadik útján a Zélée nevű hajót.
1828-ban Dummont d’Urville felkutatta La Pérouse 1788-ban eltűnt hajóinak nyomait. Új-Zéland és Új-Guinea partjainak nagy részét feltérképezte, sok szigetet fedezett fel, megvizsgálta a Torres-szorost és a Cook-szorost. Sok adatott gyűjtött a csendes-óceáni nyelvekről és természeti viszonyokról. Kutatásainak eredményeit 1830-tól kezdve adta közre nyomtatásban, (Voyage de l’Astrolabe) címmel, 13 kötetben.
1830-ban parancsnoka volt annak a hajónak, amelynek fedélzetén X. Károly francia király Angliába menekült. A júliusi monarchiában emiatt hosszabb ideig nem kapott parancsnoki megbízást. 1837-ben Tasmania és az Antarktisz közötti tengerekre vezetett expedíciót.
1842-ben feleségével és fiával együtt életét vesztette egy Meudonnál bekövetkezett vasúti szerencsétlenségben.

## Művei
- Enumeratio plantarum in insulis archipelagi et litoribus Ponti Euxini (Párizs, 1822)
- Voyage de l’Astrolabe (uo. 1830-34. 13. köt.)
- Voyage pittoresque autour du monde (uo. 1834. 2. köt.)
- Voyage au pôle sud et dans l’Océanie (uo. 1841-1854. 23. köt. szöveg és 6. rész atlasz)